# Tatyana Karimova
Tatyana Akbarovna Karimova (em russo:  Татьяна Акбаровна Каримова) é uma economista uzbeque que ocupou o cargo de primeira-dama do Uzbequistão de 1991 até a morte de seu marido Islam Karimov em setembro de 2016.
Viúva do ex-presidente Islam Karimov, era uma figura altamente influente durante o governo de seu marido. Esperava-se que Karimova, juntamente com Rustam Inoyatov, chefe do Serviço de Segurança Nacional, desempenhasse um papel fundamental na escolha do sucessor de Karimov.

## Início da vida e família
Nascida nos últimos anos após a Segunda Guerra Mundial em uma família militar, Karimova, que é de origem russa e tajique, mudou-se com seus pais para a região de Fergana em 1952. Sua família era descrita como influente. Ela tem uma irmã mais nova, Tamara Sobirova. Tatyana trabalhou como pesquisadora no Instituto de Economia da Academia de Ciências do Uzbequistão.

## Biografia
Islam Karimov foi anteriormente casado com sua primeira esposa, Natalya Petrovna Kuchmi, de 1964 até seu divórcio durante meados da década de 1960. Em 1967, casou-se com Tatyana Akbarovna. Tatyana Karimova estava trabalhando como pesquisadora no Instituto de Economia da Academia de Ciências do Uzbequistão na época de seu casamento com Karimov. Tiveram duas filhas, Gulnara Karimova (nascida em 1972) e Lola Karimova-Tillyaeva (nascida em 1978). Além disso, compartilharam cinco netos: (Islam Karimova Jr., Iman Karimova, Mariam Tillyaeva, Umar Tillyaev, Safiya Tillyaeva).

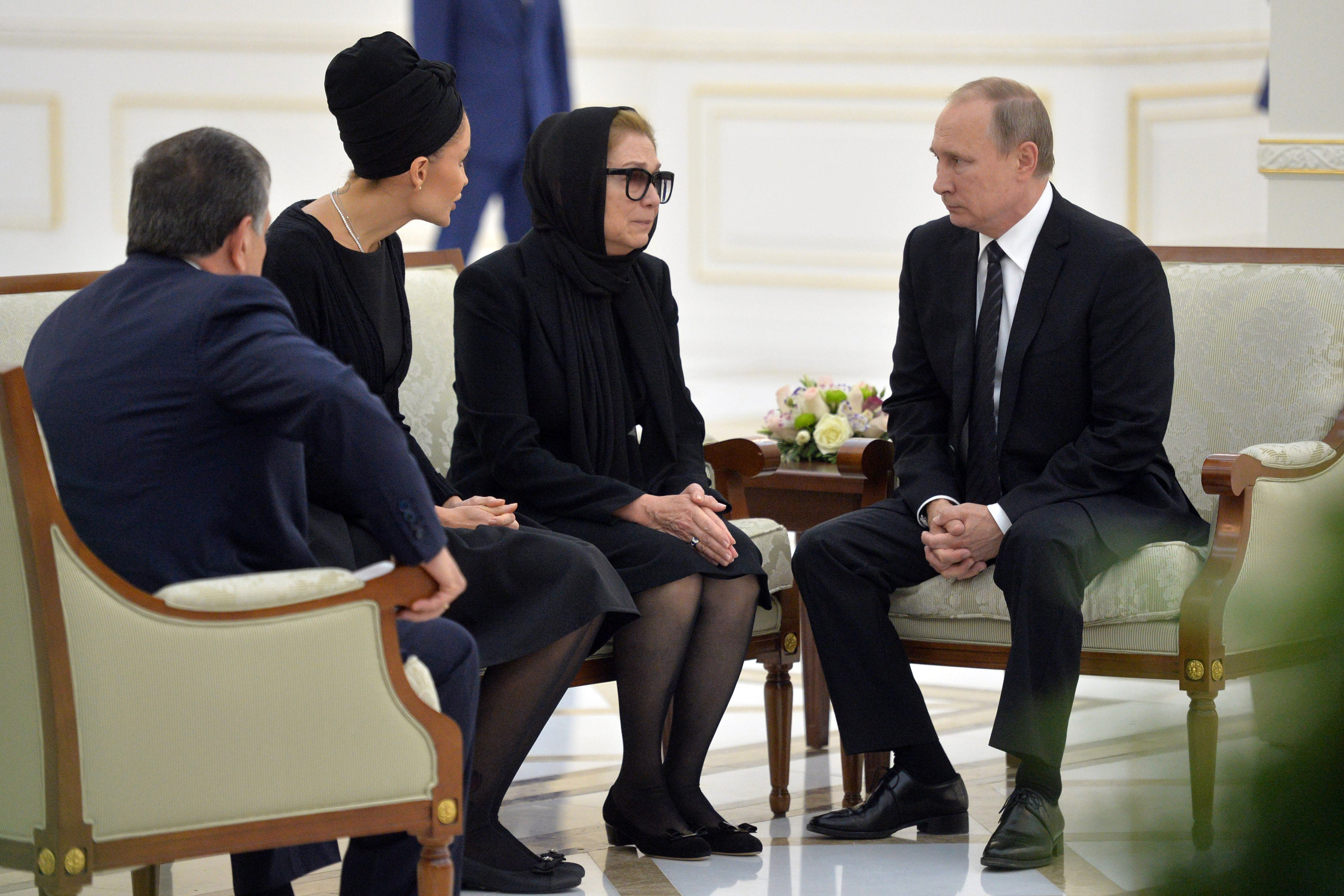
Tatyana Karimova acompanhada de sua filha Lola e do Primeiro Ministro Mirziyoyev em encontro com o presidente russo Vladimir Putin em Samarkand em 6 de setembro de 2016, 4 dias após a morte de seu marido.

Em 2013, uma rixa entre Tatyana Karimova e sua filha mais velha, Gulnara Karimova, aconteceu na rede social Twitter. Gulnara Karimova acusou sua mãe de tentar “destruí-la” após sua tentativa de impedir a prisão de seu primo, Akbarali Abdullayev. Ela também acusou sua irmã mais nova, Lola Karimova-Tillyaeva, de feitiçaria.  A conta de Gulnara Karimova no Twitter foi suspensa logo após as acusações e acredita-se que ela tenha sido colocada em prisão domiciliar em 2014.
Karimova serviu como primeira-dama do Uzbequistão desde a independência do país até a morte de Islam Karimov em 2016. Ela era conhecida por se envolver em trabalhos de caridade e funções oficiais do Estado. No entanto, ela foi uma conselheira altamente influente em muitas das políticas de seu marido.
Esperava-se que Tatyana Karimova fosse uma figura-chave na escolha do sucessor de seu marido em 2016, sem esperar que ela mesma procurasse a presidência. Ela era vista como uma aliada de Rustam Inoyatov, o chefe do Serviço de Segurança Nacional, que também era visto como provável ajuda para escolher o próximo presidente do Uzbequistão. O primeiro-ministro Shavkat Mirziyoyev foi posteriormente eleito presidente nas eleições realizadas em dezembro de 2016.